# 建设镇 (三台县)
建设镇，是中华人民共和国四川省绵阳市三台县曾经下辖的一个镇。2019年1月，撤销建设镇，将其所属行政区域划归永明镇管辖。

## 行政区划
建设镇撤销前下辖以下地区：
社区、石鼓庙村、梓潼庙村、涪建村、干坝王村、建国村、长远村、晓光村、木林村、泉水村和北坪村。